# علم الفرائض
علم الفرائض أو علم المواريث هو أحد أهم العلوم الإسلامية وهو العلم الذي يعنى بأحوال تَرِكة الميت وميراثه من حيث قسمها على مستحقيها، وهو أول العلوم التي ترفع من الأرض.

## علم الفرائض
| عن أبي هريرة رضي الله عنه قال: قال رسول الله ﷺ: (تعلموا الفرائض وعلموها الناس فإنها نصف العلم وهو ينسى، وهو أول شيء ينزع من أمتي) رواه ابن ماجه والدارقطني |
| —التلخيص الحبير -نيل الأوطار |

| عن أنس رضي الله عنه قال: قال رسول الله ﷺ: (أرحم أمتي بأمتي أبو بكر، وأشدها في دين الله عمر، وأصدقها حياء عثمان، وأعلمها بالحلال والحرام معاذ ابن جبل، وأقرؤها لكتاب الله عز وجل أبي، وأعلمها بالفرائض زيد ابن ثابت، ولكل أمة أمين وأمين هذه الأمة أبو عبيدة ابن الجراح) رواه أحمد وابن ماجه والترمذي والنسأئي. |
| —التلخيص الحبير - المغني لابن قدامة |

علم الفرائض أو علم المواريث أحد أنواع العلوم الإسلامية، المتفرعة من علم الفقه الإسلامي، ويندرج موضوعه في علم فروع الفقه، كما يعد تصنيفه ضمن العلوم الشرعية.

## تعريف
التعريف اللغوي: الفرائض جمع فريضة، وهي في اللغة مشتقة من الفرض، والفرض يأتي لمعانٍ عدة منها: التقدير والقطع والحز.
التعريف الاصطلاحي: هو علم يعرف به من يرث ومن لا يرث ومقدار ما لكل وارث.

## تأسيس علم الفرائض
تأسيس علم الفرائض بمعنى: الدراسة العلمية المتخصصة لعلم الفرائض، واستنتاج أحكامه التفصيلية من أدلتها، أو بمعنى: العلم المخصوص بأصوله وقواعده المستفادة من نصوص الشرع، (الكتاب والسنة). وقد بدء تأسيس علم الفرائض في بداية تأسيس المدارس الفقهية، حيث كان هناك اجتهادات لبعض الصحابة. وكان من أبرزها اجتهادات زيد بن ثابت، الذي صاغ أصول التوريث، ونقلها عنه من بعده. بالإضافة إلى اجتهادت بعض فقهاء الصحابة، مثل:أبي بكر الصديق، وعمر بن الخطاب، وعلي بن أبي طالب، وعبد الله بن مسعود، وعبد الله بن عباس، وعبد الله بن عمر بن الخطاب، وغيرهم من كبار فقهاء الصحابة، لكن اختص من بينهم زيد بن ثابت بكونه صاغ أصول التوريث بمنهجة المتخصص في هذا المجال، بمعنى آخر: أن اجتهادته تركزت في صميم علم الفرائض ليصبح علما معروفا بخصوصية موضوع دراسته، بينما كانت هناك اجتهادات أخرى مماثلة، لكنها كانت مدرجة ضمن: علم فروع الفقه.

### خصوصية زيد بن ثابت
اختص زيد بن ثابت بكونه أعلم الصحابة بعلم الفرائض، وقد ثبتت هذه الشهادة له بحديث: «أفرضكم زيد». وقد جاء في كتب الحديث أن أعلم الصحابة بالمواريث هو: (زيد بن ثابت) وفي الحديث: عن أنس رضي الله عنه قال: قال رسول الله ﷺ: «أرحم أمتي بأمتي أبو بكر، وأشدها في دين الله عمر، وأصدقها حياء عثمان، وأعلمها بالحلال والحرام معاذ ابن جبل، وأقرؤها لكتاب الله عز وجل أبي، وأعلمها بالفرائض زيد ابن ثابت، ولكل أمة أمين وأمين هذه الأمة أبو عبيدة ابن الجراح»

ومعنى: «نحاه الشافعي» أن الشافعي كان إماما مجتهدا، ولم يكن مقلدا لزيد ابن ثابت، وإنما كانت اجتهادت الشافعي موافقة لاجتهادات زيد بن ثابت، ولم يقتصر هذا على المذهب الشافعي، بل في أكثر المذاهب الفقهية.

## الحقوق المتعلقة بتركة الميت

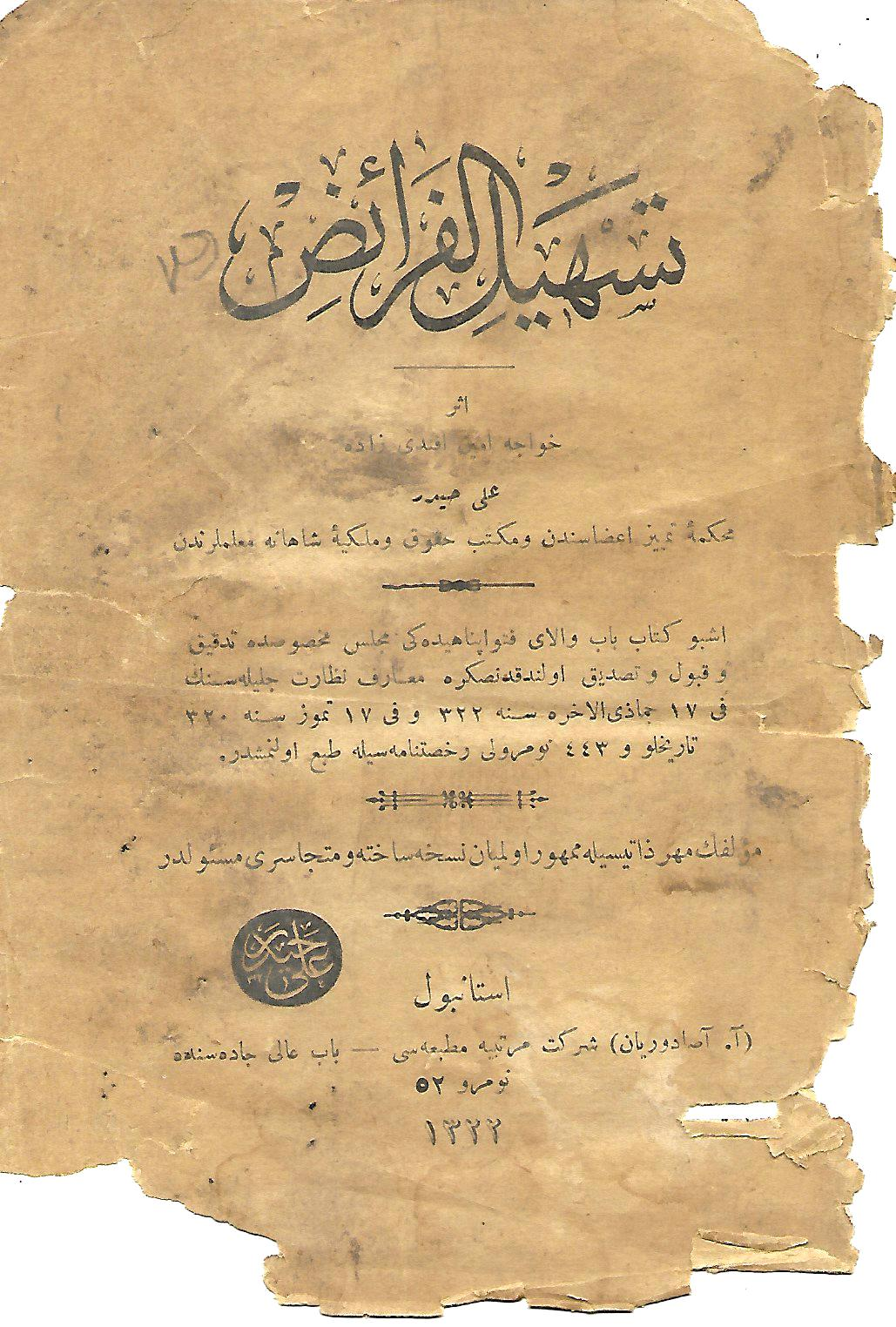

ومعنى تركة الميت: مايتركه الميت من مال.
ويتعلق بالتركة خمسة حقوق:
1. تجهيز الميت بالكفن والدفن اللائق بصورة معتدلة لا إسراف ولا تقتير فيها.
2. قضاء دَين المتوفي.
3. الحقُّ المتعلق بعين التركة كالرهن والزكاة (وهذا يقدم في مذهب الشافعية على تجهيز الميت وقضاء الديون[7])
4. الوصية لغير وارث بالثلث فأقل. أو للوارث بإجازة الورثة
5. تقسيم الباقي على ورثته حسب درجة قرابتهم وبنسب حصصهم.

استندت العناصر الخمسة على قول الله : (مِن بَعْدِ وَصِيَّةٍ يُوصَىٰ بِهَا أَوْ دَيْنٍ).

## أركان الإرث
أركان الإرث ثلاثة: مُورِّث، ووَارث، وحق مَورُوث.
1. المورِّث: هو الميت الذي انتقلت التركة منه إلى الوارث وهو الميت.
2. الوارث: من انتقلت التركة إليه.
3. الحق الموروث: التركة.

## أسباب الإرث
أسباب الإرث ثلاثة:
- النسب: وهو الاتصال بين إنسانين بولادة قريبة أو بعيدة، لقوله تعالى:(وَأُولُو الْأَرْحَامِ بَعْضُهُمْ أَوْلَىٰ بِبَعْضٍ فِي كِتَابِ اللَّهِ)(لأنفال: من الآية 75)
- النكاح: أي عقد الزوجية الصحيح، فيرث به الزوج من زوجته والزوجة من زوجها بمجرد العقد، وإن لم يحصل وطء ولا خلوة؛ لعموم قوله تعالى: (وَلَكُمْ نِصْفُ مَا تَرَكَ أَزْوَاجُكُم) النساء: من الآية 12 (وَلَهُنَّ الرُّبُعُ مِمَّا تَرَكْتُمْ)النساء: من الآية 12.
- الولاء: أي العتق، فمن أعتق مملوكا فله الحق في أن يرثه في حال إذا لم يكن للمملوك المعتق أحد يرثه.

## موانع الإرث
موانع الإرث ثلاثة وهي:
1. القتل: أي إزهاق الروح مباشرة أو تسبباً، والذي يمنع من الإرث من القتل ما كان بغير حق، بحيث يأثم بتعمده لحديث النبي ﷺ: «لا يرث القاتل شيئاً». رواه أبو داود؛ ولأنه قد يقتل مورّثه ليتعجل إرثه منه. وأما القتل الذي لو تعمده لم يكن آثماً كقتل الصائل فلا يمنع الإرث، وكذلك القتل الحاصل بتأديب أو دواء أو نحوه؛ فإنه لا يمنع الإرث إذا كان مأذوناً فيه، ولم يحصل تعدٍّ ولا تفريط.
2. اختلاف الدين: بمعنى أن يكون أحدهما على ملة والثاني على ملة أخرى؛ مثل أن يكون أحدهما مسلماً والثاني كافراً، أو أحدهما يهودياً والآخر نصرانياً أو لا دين له، ونحو ذلك؛ فلا توارث بينهما لانقطاع الصلة بينهما شرعاً، ولذلك قال الله لنوح عن ابنه الكافر: (إِنَّهُ لَيْسَ مِنْ أَهْلِكَ إِنَّهُ عَمَلٌ غَيْرُ صَالِحٍ)(هود: من الآية 46) ولحديث أسامة بن زيد أن النبي ﷺ قال: «لا يرث المسلم الكافر ولا الكافر المسلم». رواه الجماعة.
3. الرق: وهو وصف يكون به الإنسان مملوكاً يباع ويوهب، وإنما كان الرق مانعاً من الإرث؛ لأن الله أضاف الميراث إلى مستحقه باللام الدالة على التمليك، والرقيق ليس له حق في التملك، لأنه هو أصلاً ملك لسيده.

### موانع الإرث في مذهبالإمام مالك
موانع الإرث المتفق عليها عند الأئمة الأربعة هي: (القتل، والرق، واختلاف الدين) وإن اختلفوا في بعض تفاصيلها وهناك مانع رابع أجمعوا عليه أيضاً وهو: النبوة، فهي مانعة من الإرث لقوله ﷺ (لا نورّث، ما تركناه صدقة) رواه البخاري ومسلم، لكن مع ذلك فقد جرت عادة المصنفين في الفرائض على عدم عدّ النبوة مع موانع الإرث لندرتها، ولشرفها، حيث رأوا أنه لا يليق عدها كقسيم للرق والقتل واختلاف الدين. وموانع الإرث في مذهب المالكية سبعة وحروفها الأولى مجموعة في جملة «عش لك رزق»:
- عدم الاستهلال: كأن يولد الجنين وهو ميت فهو في هذه الحالة لا يرث.
- الشك: الشك في من تقدمت وفاته مثلا توفي زوج وزوجته في حادثة سير ولا نعلم من تقدمت وفاته إذا فهما لا يتوارثان.
- اللعان: يمين الزوج على زنا زوجته وإنكار الابن عنه ويمين الزوجة على إنكار تهمته وبعد التلاعن يفرق القاضي بينهما على وجه التأبيد فلا يتوارث ابن اللعان والزوج الملاعن.
- الكفر: بمعنى أن يكون أحدهما على ملة والثاني على ملة أخرى؛ مثل أن يكون أحدهما مسلماً والثاني كافراً، أو أحدهما يهودياً والآخر نصرانياً أو لا دين له، ونحو ذلك؛ فلا توارث بينهما لانقطاع الصلة بينهما شرعاً، ولذلك قال الله لنوح عن ابنه الكافر: " (إِنَّهُ لَيْسَ مِنْ أَهْلِكَ إِنَّهُ عَمَلٌ غَيْرُ صَالِحٍ) [8] ولحديث أسامة بن زيد أن النبي صلى الله عليه وسلم قال: " لا يرث المسلم الكافر ولا الكافر المسلم ".[9]
- الرق: وهو وصف يكون به الإنسان مملوكاً يباع ويوهب، وإنما كان الرق مانعاً من الإرث؛ لأن الله أضاف الميراث إلى مستحقه باللام الدالة على التمليك، والرقيق ليس له حق في التملك، لأنه هو أصلاً ملك لسيده.
- الزنا: لقوله صلى الله عليه وسلم: «الولد للفراش وللعاهر الحجر ».
- القتل: أي إزهاق الروح مباشرة أو تسبباً، والذي يمنع من الإرث من القتل ما كان بغير حق، بحيث يأثم بتعمده لحديث النبي صلى الله عليه وسلم: « لا يرث القاتل شيئاً »[10]؛ ولأنه قد يقتل مورّثه ليتعجل إرثه منه. وأما القتل الذي لو تعمده لم يكن آثماً كقتل الصائل فلا يمنع الإرث، وكذلك القتل الحاصل بتأديب أو دواء أو نحوه؛ فإنه لا يمنع الإرث إذا كان مأذوناً فيه، ولم يحصل تعدٍّ ولا تفريط.

## أقسام الإرث
الإرث ينقسم إلى قسمين: إرث بفرض وإرث بتعصيب.
فالإرث بالفرض أن يكون للوارث نصيب مقدر كالنصف والربع.
والإرث بالتعصيب أن يكون للوارث نصيب غير مقدر بتقدير محدد وإنما يأخذ الباقي إن كان هناك باق.
والفروض الواردة في كتاب الله ستة فروض هي: النصف والربع والثمن والثلثان والثلث والسدس.
وبطريقة أخرى يمكن القول أن الفروض هي الربع وضعفه ونصفه، والثلث وضعفه ونصفه، أما ضعف الربع فهو النصف، ونصف الربع هو الثمن، وأما ضعف الثلث فهو الثلثان، ونصف الثلث هو السدس.

## الوارثون من الرجال
الوارثون من الرجال بالإتفاق عند جماهير الفقهاء بلاخلاف، خمسة عشر، وهم:
- الابن.
- ابن الابن وإن نزل بمحض الذكور.
- الأب.
- الجد من قبل الأب وإن علا بمحض الذكور.
- الأخ الشقيق
- الأخ لأب
- الأخ لأم.
- ابن الأخ الشقيق وإن نزل بمحض الذكور.
- ابن الأخ لأب وإن نزل بمحض الذكور.
- العم الشقيق.
- العم لأب.
- ابن العم الشقيق وإن نزل بمحض الذكور.
- ابن العم لأب وإن نزل بمحض الذكور.
- الزوج.
- المعتق.

وعدد الوارثين من الرجال بطريق الاختصار عشرة وهم:
| الابن    | ابن الابن وإن سفل | الأب               | والجد وإن علا | الأخ   |
| ابن الأخ | العم              | ابن العم وإن تباعد | الزوج         | المعتق |

وقد وضع علماء الفرائض رموزا للوارثين تستعمل في تصوير المسائل، وهذا جدول رموز الوارثين من الرجال.
- الوارثون من الرجال

| الوارثون من الرجال                  | رمز   | الوارثون من الرجال  | رمز     |
| ----------------------------------- | ----- | ------------------- | ------- |
| 1- الابن                            | بن    | 9- ابن الأخ لأب     | بن خب   |
| 2- ابن الابن وإن سفلبمحض الذكور     | بن بن | 10- العم الشقيق     | عم ق    |
| 3- الأب                             | ب     | 11- العم لأب        | عم ب    |
| 4- الجد أب الأب وإن علا بمحض الذكور | جد    | 12- ابن العم الشقيق | بن عم ق |
| 5- الأخ الشقيق                      | ق     | 13- ابن العم لأب    | بن عم ب |
| 6- الأخ لأب                         | خب    | 14- الزوج           | ج       |
| 7- الأخ لام                         | خم    | 15- المعتق          | معتق    |
| 8- ابن الأخ الشقيق                  | بن ق  |                     |         |

## الوارثات من النساء
الوارثات من النساء بالإجماع عشر، وهن:
- البنت
- بنت الابن وإن نزل أبوها بمحض الذكور
- الأم
- الجدة لأم
- الجدة لأب
- الأخت الشقيقة
- الأخت لأب
- الأخت لأم
- الزوجة
- المعتقة
- جدول رموز الوارثات النساء

| الوارثات من النساء                          | الرمز  | الوارثات من النساء | الرمز |
| ------------------------------------------- | ------ | ------------------ | ----- |
| 1-البنت                                     | بنت    | 6-الأخت الشقيقة    | قه    |
| 2-بنت الإبن                                 | بنت بن | 7-الأخت لأب        | ختب   |
| 3-الأم                                      | م      | 8-الأخت لأم        | ختم   |
| 4-الجدة أم الأم وأمهاتها المدليات بإناث خلص | م م    | 9-الزوجة           | جه    |
| 5-الجدة أم الأب وأمهاتها المدليات بإناث خلص | م ب    | 10-المعتقة         | معتقة |

## علماء الفرائض
علماء علم الفرائض هم الذين اهتموا بدراسة هذا العلم، واستنباط أصول التوريث، وقواعده العملية، وقد بدء ذلك خلال تأسيس المدارس الفقهية، ومراحل تطوير علم الفقه الإسلامي، حيث كان هناك علماء متخصصون قاموا بتدوين هذا العلم، ووضع مصطلحاته ورموزه، وتقعيد أعمال حساب الفرائض. ومن أبرز علماء هذا العلم الصحابي زيد بن ثابت.

### من علماء الفرائض
- زيد بن ثابت
- عمر بن الخطاب
- عبد الله بن مسعود
- ابن المجدي
- ابن الهائم[12]
- سبط المارديني
- إبراهيم الجعبري
- سعد بن تركي الخثلان

## كتب
1. الفرائض (الميراث) - الموسوعة العربية الميسرة، 1965
2. تسهيل الفرائض - للشيخ محمد بن صالح العثيمين.
3. المعتمد في علم الفرائض (تحليل مسائله بالكسر الاعتيادي) - محمد المعتمد على الله.

## وصلات خارجية
- الشيخ نسيب البيطار
- مبحث حول قواعد الميراث الأساسية وحكم العول في نظام الميراث، محمد الكيالي 2008
- حاسبة الميراث
- حاسبة الميراث الإسلامية